# Ibn Babawayh al-Qummi
Ibn Bābawayh al-Qummī, soprannominato Shaykh Ṣadūq, vale a dire "sceicco grandemente veritiero" (Arabo ابو جعفر محمد بن علی بن ﺍﺑﻮ ﺍﻟﺤﺴﻦ ﺑﻦ ﺍﻟﺤسین بن موسی بن بابویه ﺍﻟﻘمی, Abū Jaʿfar Muḥammad b. ʿAlī b. Abū l-Ḥasan b. Ḥusayn b. Mūsā b. Bābawayh al-Qummī; Qom, 918 – Rey, 991), è stato un teologo persiano e uno dei principali esponenti del pensiero religioso sciita.
Non si conosce con esattezza la data di nascita, convenzionalmente fissata attorno al 306 E./918-19, né il luogo di nascita, ipotizzato a Qom oppure in Khorasan.

Proveniente da una famiglia di ricchi commercianti, fu il figlio di un apprezzato studioso sciita di Qom e di una schiava daylamita. Studiò sotto la guida paterna e di altri religiosi suoi amici, finché si trasferì nel 966 a Baghdad per perfezionarsi nelle cosiddette "scienze religiose" (ʿulūm dīniyya).

Fu Maestro tra gli altri dello al-Shaykh al-Mufīd e di Ibn Shādhān.
È stato autore di circa 300 opere, una parte soltanto delle quali giunta fino a noi. Si tratta essenzialmente di raccolte di ʾaḥādīth e di "informazioni" (akhbâr) relative ai dodici Imām duodecimani:
- Man lā yaḥḍuruhu l-faqīh (Chi non ha con sé il giurisperito), libro sui furūʿ al-fiqh.
- ʿUyūn akhbār al-Riḍā (Le fonti delle notizie sull'Imām ʿAlī al-Riḍā), raccolta in 2 volumi sulla dottrina degli Imām del VII e VIII secolo.
- Kitāb al-iʿtiqādāt (Il Libro sulle credenze religiose), in cui sono riportati vari argomenti relativi alla fede sciita e le riflessioni platoniche sulla preesistenza e la caduta dell'anima.
- Kitāb al-tawḥīd (Libro del tawḥīd) in 65 capitoli: summa di ʾaḥādīth degli Imām sul tawḥīd e la compatibilità fra la teologia positiva e quella negativa secondo gli Imam.
- Kitāb al-majālis (Libro dei consessi), trattato di gnosi sciita, una delle fonti della dottrina Shaykhi.
- Kamāl al-ghayba (La compiutezza della ghayba), contenente le principali fonti sull'agiografia riguardante l'Imam nascosto.
- Khisāl, raccolta contenente ʾaḥādīth consacrati alle "proprietà e virtù" delle serie aritmosofiche che darebbero il ritmo alle serie dell'universo.